# Copa Presidente de la Federación Española de Fútbol
La Copa Presidente de la Federación Española de Fútbol es el nombre de dos competiciones futbolísticas, reconocidas ambas oficialmente por la Real Federación Española de Fútbol.
Existen dos torneos diferentes, uno celebrado en el año 1940, como torneo de consolación de 2.ª División, que ganó el Club Deportivo Malacitano (actual Málaga Club de Fútbol), y otro que empezó en 1941 y acabó por diversas razones en 1947, disputado por equipos de 1.ª División, que ganó el Club Atlético de Madrid.
- Copa Presidente FEF de 1940, en la que compitieron equipos de Segunda División.[1]

- Copa Presidente FEF de 1941-47, en la que compitieron equipos de Primera División.[2]

## Otros torneos
Hay otros torneos, que se disputaron entre la década de 1930 y 1940, con similar denominación, "Copa Presidente", pero de las federaciones de las zonas regionales a la que pertenecían como la Copa Presidente Federación Castellana, Copa Presidente Federación Andaluza, Copa Presidente Federación Vasca y Copa Presidente Federación de Levante. No tienen nada que ver con este torneo y son competiciones con formato diferente y de carácter regional.